# Violaines
Violaines és un municipi francès situat al departament del Pas de Calais i a la regió dels Alts de França. L'any 2007 tenia 3.682 habitants.

## Demografia

### Població
El 2007 la població de fet de Violaines era de 3.682 persones. Hi havia 1.368 famílies de les quals 277 eren unipersonals (104 homes vivint sols i 173 dones vivint soles), 421 parelles sense fills, 542 parelles amb fills i 128 famílies monoparentals amb fills.
La població ha evolucionat segons el següent gràfic:
Habitants censats

### Habitatges
El 2007 hi havia 1.444 habitatges, 1.388 eren l'habitatge principal de la família, 2 eren segones residències i 53 estaven desocupats. 1.384 eren cases i 57 eren apartaments. Dels 1.388 habitatges principals, 1.010 estaven ocupats pels seus propietaris, 355 estaven llogats i ocupats pels llogaters i 23 estaven cedits a títol gratuït; 13 tenien una cambra, 90 en tenien dues, 119 en tenien tres, 282 en tenien quatre i 884 en tenien cinc o més. 1.118 habitatges disposaven pel capbaix d'una plaça de pàrquing. A 605 habitatges hi havia un automòbil i a 622 n'hi havia dos o més.

### Piràmide de població
La piràmide de població per edats i sexe el 2009 era:
| Homes | Edats   | Dones |
| ----- | ------- | ----- |
| 0     | 95 o +  | 0     |
| 4     | 90 a 94 | 4     |
| 8     | 85 a 89 | 24    |
| 16    | 80 a 84 | 20    |
| 28    | 75 a 79 | 56    |
| 64    | 70 a 74 | 52    |
| 72    | 65 a 69 | 88    |
| 68    | 60 a 64 | 48    |
| 76    | 55 a 59 | 60    |
| 92    | 50 a 54 | 128   |
| 172   | 45 a 49 | 144   |
| 132   | 40 a 44 | 164   |
| 148   | 35 a 39 | 148   |
| 124   | 30 a 34 | 124   |
| 124   | 25 a 29 | 104   |
| 108   | 20 a 24 | 88    |
| 124   | 15 a 19 | 140   |
| 192   | 10 a 14 | 160   |
| 136   | 5 a 9   | 144   |
| 100   | 0 a 4   | 100   |

## Economia
El 2007 la població en edat de treballar era de 2.473 persones, 1.747 eren actives i 726 eren inactives. De les 1.747 persones actives 1.553 estaven ocupades (839 homes i 714 dones) i 193 estaven aturades (99 homes i 94 dones). De les 726 persones inactives 255 estaven jubilades, 238 estaven estudiant i 233 estaven classificades com a «altres inactius».

### Ingressos
El 2009 a Violaines hi havia 1.377 unitats fiscals que integraven 3.724,5 persones, la mediana anual d'ingressos fiscals per persona era de 17.228 €.

### Activitats econòmiques
Dels 122 establiments que hi havia el 2007, 2 eren d'empreses extractives, 4 d'empreses alimentàries, 11 d'empreses de fabricació d'altres productes industrials, 14 d'empreses de construcció, 28 d'empreses de comerç i reparació d'automòbils, 12 d'empreses de transport, 4 d'empreses d'hostatgeria i restauració, 2 d'empreses d'informació i comunicació, 5 d'empreses financeres, 2 d'empreses immobiliàries, 8 d'empreses de serveis, 17 d'entitats de l'administració pública i 13 d'empreses classificades com a «altres activitats de serveis».
Dels 27 establiments de servei als particulars que hi havia el 2009, 1 era una oficina de correu, 1 funerària, 2 tallers de reparació d'automòbils i de material agrícola, 1 autoescola, 2 paletes, 2 fusteries, 3 lampisteries, 3 electricistes, 3 empreses de construcció, 6 perruqueries, 2 restaurants i 1 saló de bellesa.
Dels 6 establiments comercials que hi havia el 2009, 1 era un hipermercat, 1 una botiga de menys de 120 m², 1 una fleca, 1 una llibreria i 2 floristeries.
L'any 2000 a Violaines hi havia 11 explotacions agrícoles.

## Equipaments sanitaris i escolars
Els 2 equipaments sanitaris que hi havia el 2009 eren ambulàncies.
El 2009 hi havia 1 escola maternal i 1 escola elemental.

## Poblacions més properes
El següent diagrama mostra les poblacions més properes.